# Isesaki
Isesaki (伊勢崎市, Isesaki-shi) est une municipalité ayant le statut de ville dans la préfecture de Gunma au Japon.

## Géographie

### Situation
Isesaki est située dans le sud de la préfecture de Gunma. Le fleuve Tone passe au sud de la ville.

### Démographie
En juillet 2019, la population d'Isesaki était de 213 339 habitants, répartis sur une superficie de 139,44 km2.

## Histoire
Isesaki a commencé à se développer pendant l'époque Sengoku. A l'époque d'Edo, elle est le centre du domaine d'Isesaki.
Le bourg d'Isesaki est créé le 1er avril 1889. Il devient une ville le 13 septembre 1940.
En 2007, Isesaki obtient le statut de ville spéciale.

## Culture locale et patrimoine
Isesaki abrite la tombe de Kunisada Chūji, un bakuto de l'époque d'Edo (1603-1868).

## Éducation
- Université Jobu

## Transports
La ville est desservie par la ligne Ryōmō de la JR East et la ligne Isesaki de la Tōbu. La gare d'Isesaki est la principale gare de la ville.

## Jumelage
Isesaki est jumelée avec :
- Springfield (États-Unis)
- Ma'anshan (Chine)

## Personnalités liées à la ville
- Yajima Yasujiro (1882-1963), militaire
- Tsutomu Adachi (1947-2004), mangaka
- Mitsuru Adachi (né en 1951), mangaka